# Efraín Orozco
Efraín Orozco Morales (* 22. Januar 1897 in Cajibío/Cauca; † 27. August 1975 in Bogotá) war ein kolumbianischer Komponist, Dirigent und Instrumentalist.
Orozco hatte ersten Unterricht bei seiner Mutter, der Gitarristin Amelia Morales de Orozco und studierte dann bei Ignacio Tovar und Juan Calambás. Im Alter von zwölf Jahren trat er in die Banda del Regimiento Junín in Popayán ein und wurde dessen Erster Trompeter. Nach einer dreijährigen Reise durch Mittelamerika wurde er Direktor der Banda Militar de Popayán.
1934 gründete er das Orchester Efraín Orozco y sus alegres muchachos, mit dem er in zahlreichen kolumbianischen Städten und im Rundfunk auftrat und eine Südamerikatournee unternahm, die ihn nach Buenos Aires führte, wo er für achtzehn Jahre lebte. Seinem Orchester gehörten u. a. die Musiker Gregorio Barrios, Leo Marini, Alejandro Tobar und Carlos Julio Ramírez an.
Nach seiner Rückkehr nach Kolumbien lebte Orozco in Popayán, wo er die Banda Sinfónica del Cauca leitete. Orotco komponierte neben Pasillos und Bambucos auch Tänze wie Boleros, Porros und Música Tropical.

## Werke
- El Regreso, Bambuco, 1953
- El mochilón, Porro

### Pasillos
- Señora María Rosa
- La llamaban primavera
- Allá en la montaña
- Tenjo
- Paletará
- Diana
- Adiós a Popayán
- Ramón
- Claudia
- Enigma
- Dos vidas
- Al volver

| Personendaten    | Personendaten                                           |
| ---------------- | ------------------------------------------------------- |
| NAME             | Orozco, Efraín                                          |
| ALTERNATIVNAMEN  | Orozco Morales, Efraín                                  |
| KURZBESCHREIBUNG | kolumbianischer Komponist, Dirigent und Instrumentalist |
| GEBURTSDATUM     | 22. Januar 1897                                         |
| GEBURTSORT       | Cajibío, Cauca                                          |
| STERBEDATUM      | 27. August 1975                                         |
| STERBEORT        | Bogotá                                                  |